# Ernest Malinowski
Adam Estanislao Hipólito Ernesto Nepomuceno Malinowski (n. 5 de enero de 1818 en Seweryny (Podolia), Polonia - † 2 de marzo de 1899 en Lima, Perú) fue un ingeniero polaco.

## Biografía
Nació en 1818 en Podolia (actualmente, en el norte de Ucrania). Hijo del aristócrata polaco Jacob Malinowski de Ślepowron y de Ana Świeykowska z Kołodna, hija del gobernador de Podolia. Su padre, miembro del ejército del Ducado de Varsovia, participó en diversas sublevaciones por la independencia de Polonia.
Estudió primaria en el Liceo de Krzemieniec y después, tras el exilio de su familia a Francia, en el Liceo Louis-le-Grand de París. Después de terminar sus estudios escolares, ingresó, en 1834, a la École polytechnique y luego, en 1836, a la École des Ponts et Chaussées.
Malinowski construyó en ese entonces la vía ferroviaria más alta del mundo Ferrocarril Central del Perú (Andes) en 1871-1876.

## Su obra maestra
En 1859 presentó al gobierno peruano un muy valiente plan para la construcción de una línea de ferrocarril, que conectara la costa del Pacífico (puerto del Callao) con los abundantes recursos del interior del país (el centro de las minas de La Oroya). 
El ferrocarril central del Perú es considerado una maravilla de la ingeniería, el ferrocarril más alto del mundo y está maravillosamente diseñado. 
Este ferrocarril tiene una longitud de 218 kilómetros, en su mayoría a altitudes por encima de los 2,000 m s. n. m. (6,500 pies).  Sube desde el nivel del mar en el Callao hasta una altura de 15,800 pies (pasa Ticlio) por medio de zigzags y por muchos zigzags dobles. Hay aproximadamente 100 túneles (de casi 4 millas de longitud total) y varios puentes, algunos de los cuales son proezas de ingeniería (uno tiene 230 pies de altura). Es difícil visualizar cómo esta tarea se pudo haber logrado con el equipo de construcción relativamente primitivo de la época, la gran altio y el terreno montañoso como obstáculos.
Falleció en 1899 y sus restos fueron enterrados en el Cementerio Presbítero Maestro, donde el presidente José Pardo y Barreda le mandó construir un mausoleo.